# Rika Davids

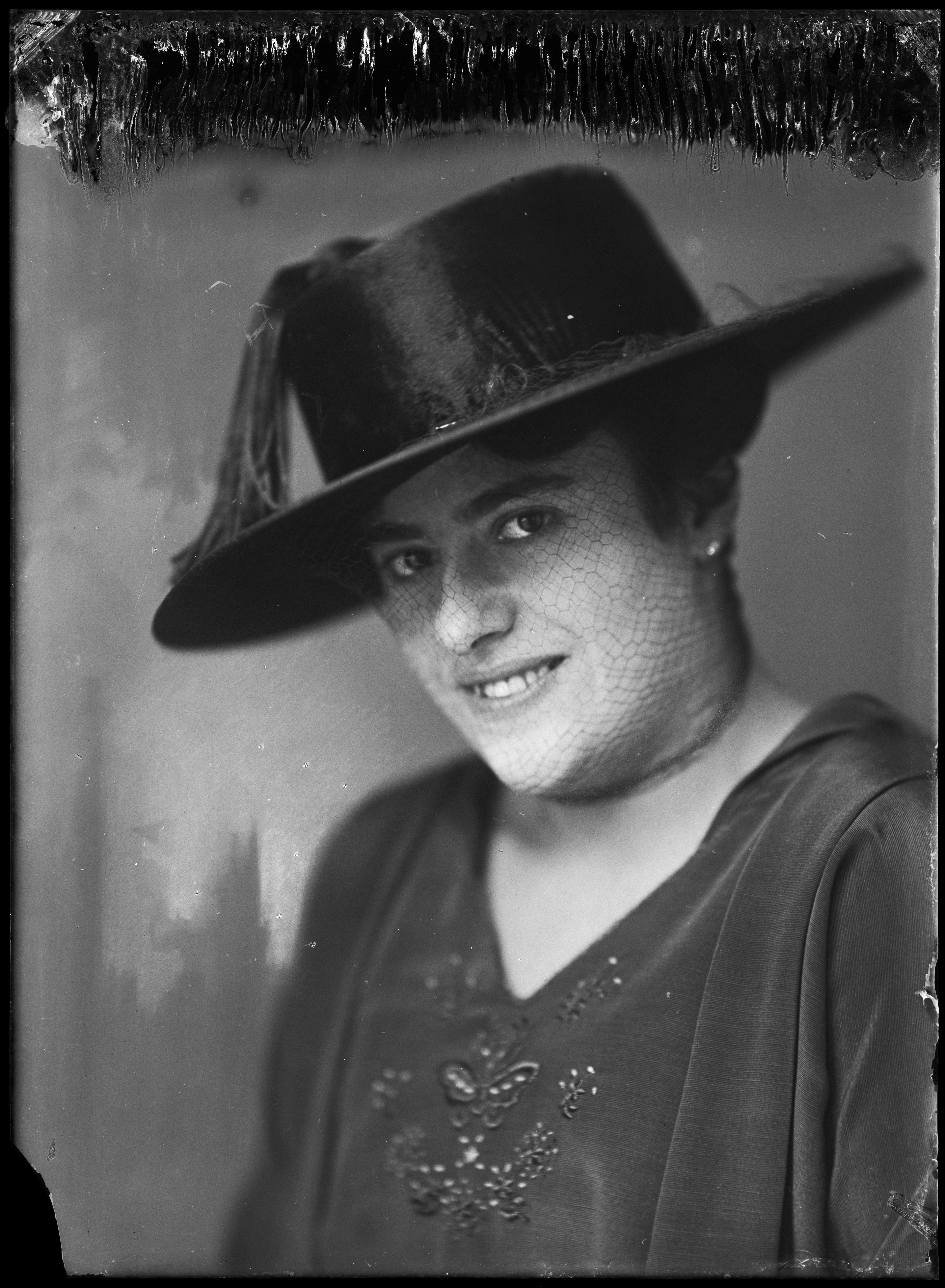
Rika Davids

Rika Davids eigentlich  Rebecca David (geboren 4. September 1885 in Rotterdam; gestorben 2. Juli 1943 im Vernichtungslager Sobibor) war eine niederländische Sängerin und Revuekünstlerin.

## Leben
Rika Davids wurde am 4. September 1885 in Rotterdam geboren. Sie war die Tochter des Cafébesitzers und Komikers Levie David (1857–1909) und der Kellnerin und Künstlerin Francina Terveen (1858–1927). Davids wurde in eine jüdische Künstlerfamilie geboren. Sie hatte sechs Geschwister, von denen eines jung starb und zwei tot geboren wurden. Ihre zwei älteren Brüder und die jüngere Schwester, mit denen sie aufwuchs waren ebenfalls Künstler. Hartog genannt Hakkie war Pianist und Kapellmeister, Simon genannt Louis war Kabarettist und Revuekünstler und Schwester Hendrika Heintje war Revue- und Varietékünstlerin. Bereits in jungen Jahren reisten die Kinder mit ihren Eltern in den Sommermonaten zu niederländischen Jahrmärkten, wo sie auftraten. Die Familie David nahm den Künstlernamen Davids an.

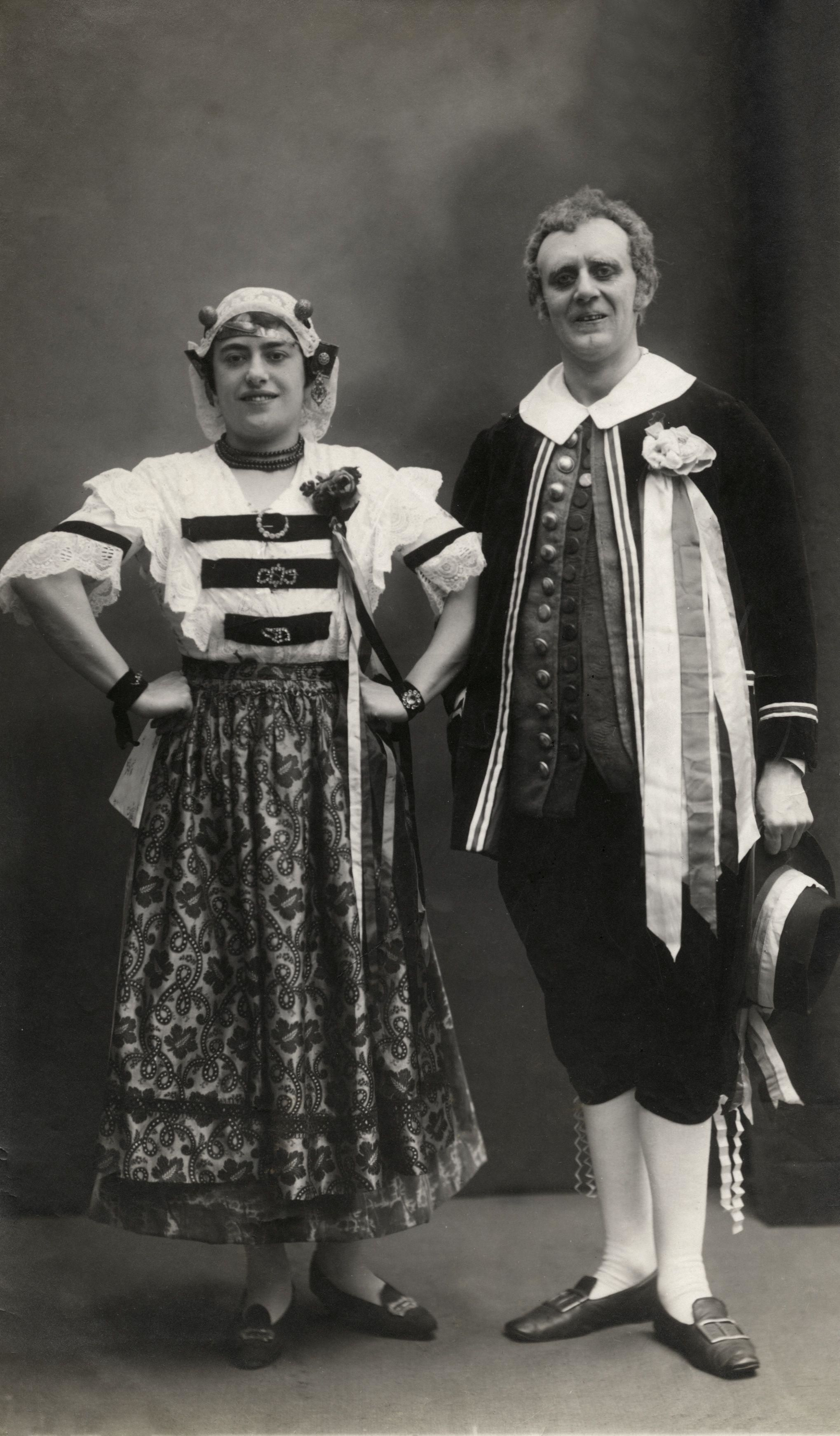
Rika und Louis Davids

Mit ihrem elfjährigen Bruder Louis gründete Rika 1894, als sie acht Jahre alt war, auf Anregung ihres Vaters ein Duo, welches Engagements in den gesamten Niederlanden erhielt. Mit ihren fröhlichen Liedern und witzigen Auftritten hatten sie großen Erfolg. Ein bekannter Sketch aus ihren frühen Jahren war „Trien und Bram van Monnickendam“: ein komisches Duett über ein Ehepaar aus Monnickendam, in dem Louis und Rika Holzschuhe und authentische Kostüme trugen. Sie traten in großen Theatern auf und auch vor Königin Wilhelmina. In den Zeitungen wurden sie für ihr Spiel sehr gelobt. Es gab auch Gastspiele in Belgien und Deutschland, die auch dort beim Publikum großen Anklang fanden.
Im Jahr 1905 traten die beiden im Victoria-Theater im Nes in Amsterdam auf und im März des Jahres hatten sie ihren ersten Auftritt im „Carré “, welchem in den folgenden Jahren regelmäßig weitere folgen sollten. Die Premiere der ersten großen niederländischen Revue Koning ’k zie zowat fand im September 1906 in Amsterdam statt, Louis und Rika Davids spielten dort die Hauptrollen. Vor ausverkauftem Haus wurde sie über hundertmal aufgeführt. Um 1907 machten Louis und Rika eine Reihe von Aufnahmen für Schallplatten, von denen das Lied Een reisje langs de Rijn in späteren Jahren sehr berühmt wurde, als andere Künstler es erneut aufnahmen.
Am 21. August 1907 heiratete Rika Davids in Rotterdam den österreichischen Illusionisten Joachim Lifschütz, besser bekannt unter dem Bühnennamen John Weil. Mit ihm ging sie nach England, wo er eine Tournee hatte. Ihr Bruder Louis gründete daraufhin mit ihrer Schwester Heintje ein neues, erfolgreiches Duo. Ab 1906 wirkte Rika Davids in Revuen in der traditionellen Rolle der „Commère“ mit. Sie kommentierte gemeinsam mit einem Conférence die Szenen einer Revue. Laut De Kunst war Davids „eine wunderschöne Komikerin, die schönste, die je auf der Flora-Bühne aufgetreten sei, begabt mit einer wunderschönen Stimme und eleganten Bewegungen, geschmackvoll gekleidet, nicht übertrieben und doch opulent“.
Nachdem Joachim Lifschütz 1915 verstorben war, kehrte Rika Davids in die Niederlande zurück. Sie heiratete ein Jahr später, am 25. Mai 1916 in Amsterdam den Kaufmann Jacques Luchsinger (1888–1934) und gab ihre Revue-Tätigkeit auf. Nachdem die Ehe am 16. September 1927 geschieden worden war, geriet sie in finanzielle Schwierigkeiten. Aufgrund der wirtschaftlichen Lage die durch die Great Depression belastet war, gab es in der Unterhaltungsbranche kaum Arbeit und Film und Radio begannen, die Theaterarbeit zu verdrängen. Rika Davids konnte 1932 als Revuestar in „Alles wordt weer goed“ ihr Comeback feiern. In der Zeit von 1933 bis 1935 gab es noch einige Revues, in denen sie zusammen mit ihrer Schwester Heintje auftrat, danach wurde es jedoch wieder ruhig um Rika Davids. Nachdem ihr Bruder Louis 1939 gestorben war, nahm sie an der Einäscherungszeremonie teil.
Rika Davids lebte während des Zweiten Weltkriegs im Amsterdamer Rivierenbuurt. Bei einer Razzia wurde sie festgenommen und über Westerbork in das Vernichtungslager Sobibor transportiert, wo sie am 2. Juli 1943 ermordet wurde.